# 舞阪灯台
舞阪灯台（まいさかとうだい）は、静岡県浜松市中央区舞阪町舞阪にある白色の灯台。浜名湖の入口付近の防風林の中に建つ。

## 沿革
- 1964年（昭和39年）4月21日 - 初点灯[1]。

## アクセス
- JR弁天島駅から徒歩30分
- 遠鉄バス舞阪町内経由舞阪灯台下車

## 付近
- 舞阪図書館
- 舞阪総合体育館 舞童夢
- 舞阪宿
- 浜松市立舞阪中学校
- 国道1号 浜名バイパス